# Cloniophorus tessmanni
Cloniophorus tessmanni är en skalbaggsart som beskrevs av Hintz 1919. Cloniophorus tessmanni ingår i släktet Cloniophorus och familjen långhorningar. Inga underarter finns listade i Catalogue of Life.